# Polypode commun
Polypodium vulgare
Espèce
Le Polypode commun (Polypodium vulgare L.) est une espèce de fougères de la famille des Polypodiaceae. Il est parfois appelé réglisse des bois ou réglisse sauvage. En effet, son rhizome a été utilisé à des fins médicinales, mais aussi gastronomiques.

## Étymologie et dénominations

### Étymologie
Le nom scientifique Polypodium vient du grec πολυπόδιον - polupodion, utilisé par Théophraste (HP, IX 13, 6) et Dioscoride (4.186). Théophraste en explique le sens : "La racine du polypode a beaucoup de chevelu et des ventouses comme en ont les tentacules du poulpe". Les "ventouses" sont les cicatrices des pétioles des années précédentes sur le rhizome. C'est donc "le petit poulpe", diminutif de πολύπους - polupous, "poulpe". Le poulpe est ainsi appelé parce qu'il a "de nombreux pieds", de πολύς - polus, "nombreux" ; et πούς, ποδός - pous, génitif podos, "pied".

### Synonymes
- Ctenopteris vulgaris (L.) Newman
- Polypodium auritum Willd.
- Polypodium boreale Salisb.

Attention à ne pas confondre avec Polypodium vulgare auct. p.p. non L. qui correspond à Polypodium virginianum.

## Description

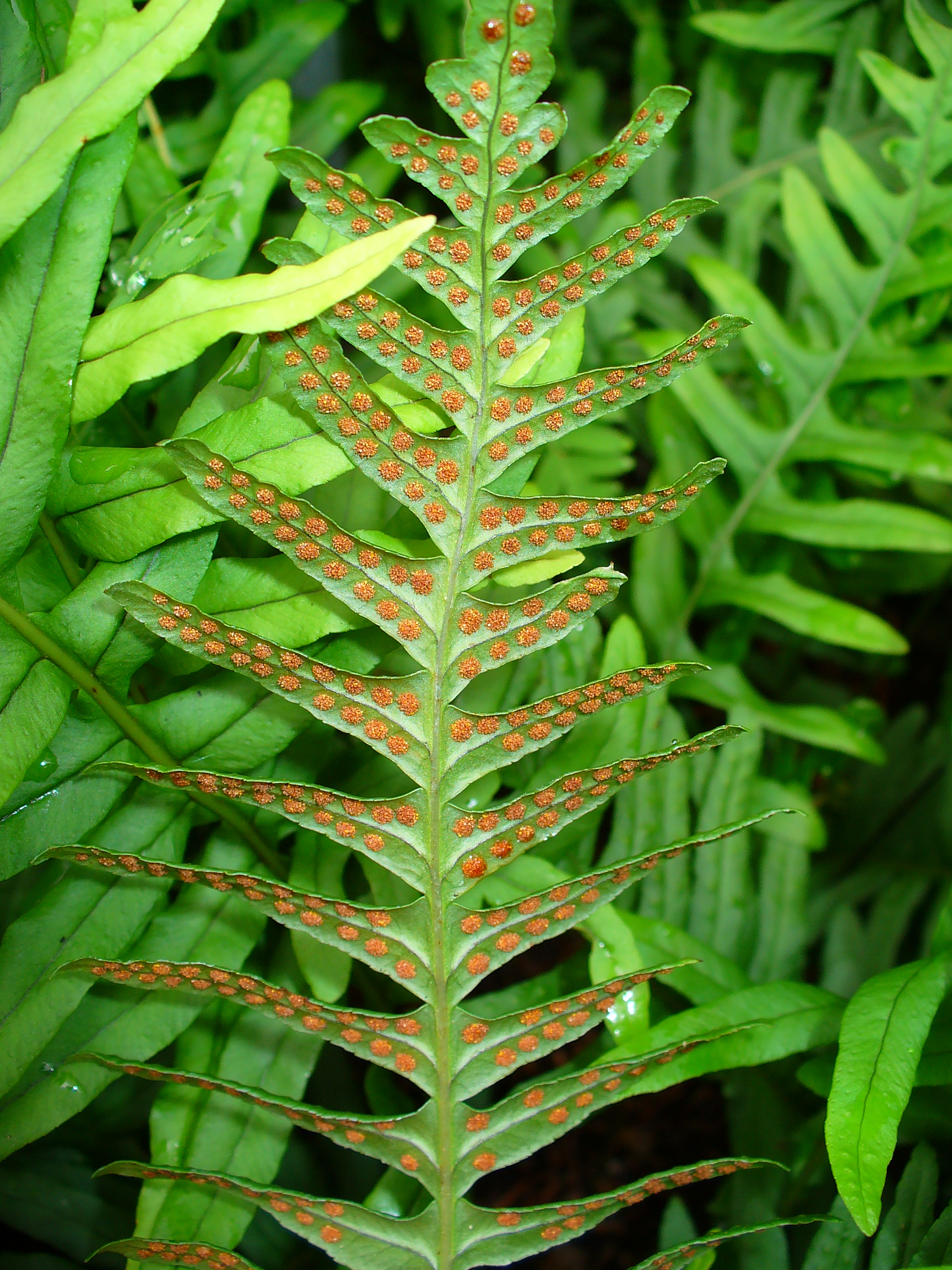
Fronde et sores sur deux rangées.

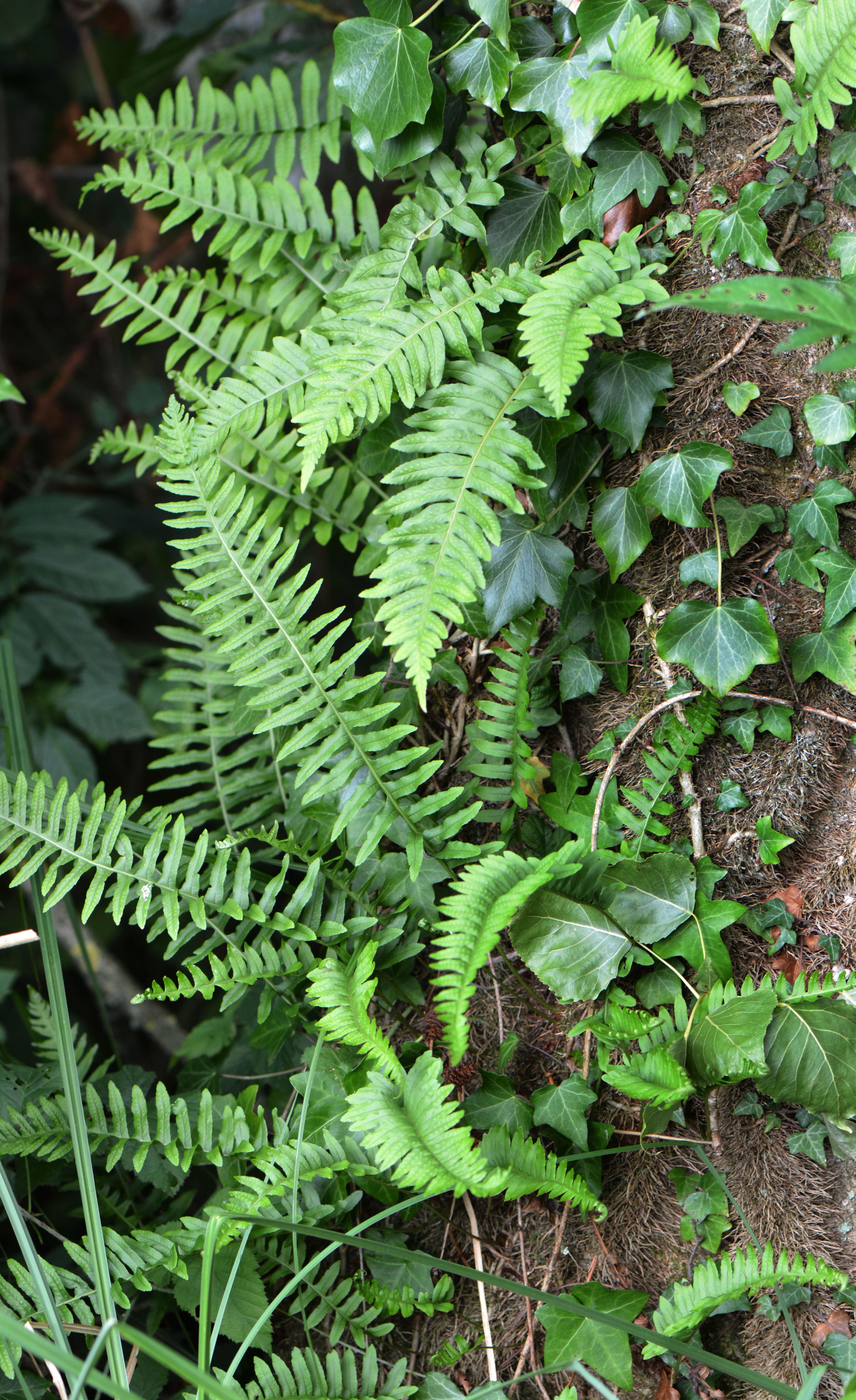
en situation épiphyte, associée au lierre, sur la partie verticale d'un tronc (marais de Brimeux).

### Appareil végétatif
Le polypode commun est une fougère vivace de 10 à 50 cm de hauteur. Les frondes prennent naissance de façon isolée le long d'un rhizome rampant de 30 cm de long, assez épais, couvert d'écailles rousses brusquement acuminées. Chaque fronde oblongue à lancéolée est profondément divisée, pennée : lustrée et d'un vert foncé sur les deux faces, elle est composée de 10 à 25 paires de segments lancéolés entiers ou peu dentés, alternes et confluents à la base, et d'un segment terminal bien marqué.

### Appareil reproducteur, cycle
Les sores ronds, situés au-dessous des frondes du polypode, sont formés de sporanges serrés les uns contre les autres et qui ne sont pas protégés par une membrane (indusie). Ils forment généralement une rangée de part et d'autre de la nervure médiane et sont plus fréquents sur les segments supérieurs. La sporulation a lieu de mars à septembre : à maturité, les sporanges libèrent les spores disséminées par anémochorie et qui, en germant sur un substrat humide, forment un minuscule prothalle foliacé (gamétophyte) porteur d'organes mâles (anthéridies) et d'organes femelles (archégones) produisant des gamètes. Des fécondations résultent des embryons qui reforment de nouveaux polypodes (sporophytes). Au début de leur développement, les embryons parasitent le gamétophyte qui s'épuise et meurt quand l'embryon a formé une première feuille et une première racine, devenant ainsi autonome.

## Répartition géographique

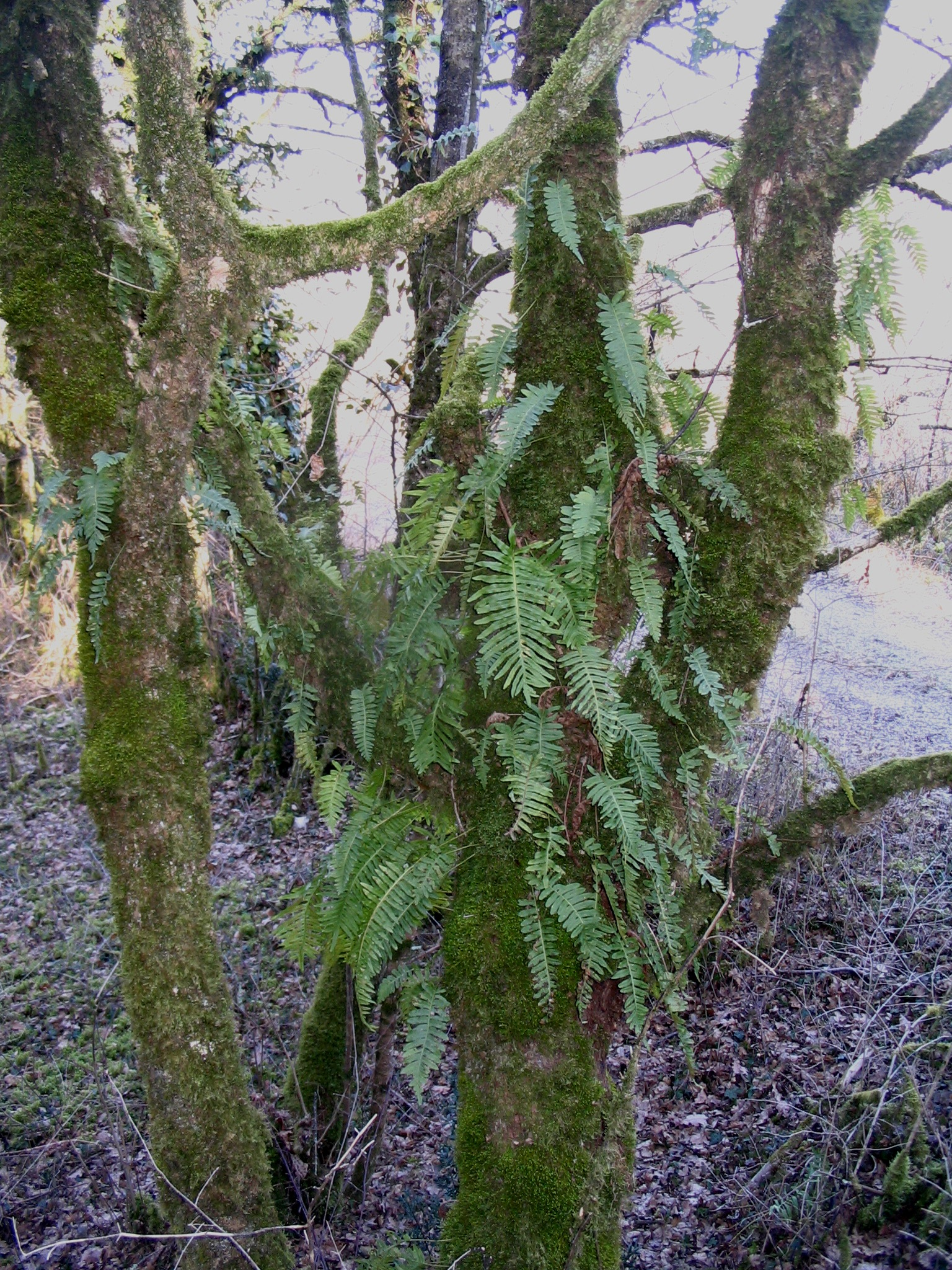
Le polypode commun peut être épiphyte et supporte une faible luminosité

C'est une fougère commune en France, jusqu'à 2 200 m d'altitude. Elle est plus rare en région méditerranéenne. Elle est aussi assez commune en Scandinavie et dans les Carpates. En Amérique du Nord, elle est particulièrement commune sur la côte ouest tempérée, notamment en Oregon et dans l'État de Washington (États-Unis) ainsi qu'en Colombie-Britannique (Canada).

## Habitats
Espèce péri-forestière, elle affectionne les stations ombragées à mi-ombragées. Cette hémicryptophyte se rencontre sur les talus, les vieux murs, les anfractuosités des rochers (espèce saxicole), à la base de troncs et dans les sous-bois rocailleux. Elle peut être épiphyte sur les arbres forestiers ou des parois moussues.
Le polypode commun préfère les milieux siliceux, il est rare sur les rochers calcaires (associé à Asplenium trichomanes).

## Confusions possibles
L'identification certaine nécessite l'observation avec une forte loupe des paraphyses entre les sporanges (elles n'existent que chez Polypodium cambricum) et des spores (plus grands chez Polypodium interjectum).
P. interjectum est une espèce allohexaploïde qui s'est formée par l'association des génomes de P. cambricum diploïde et P. vulgare allotétraploïde (formé à partir de deux espèces américaines). Les difficultés de détermination et la fréquence des hybrides expliquent que ces plantes sont parfois traitées comme trois sous-espèces de P. vulgare.

## Utilisations
- Usage gastronomique : cette fougère présente un rhizome qui peut être mâchonné pour sa douceur qui rappelle celle de la réglisse (d'où son nom de « réglisse du pauvre », rappelant que cette fougère est proche du Polypode réglisse). Dans les campagnes européennes, les enfants suçaient son rhizome comme des bonbons[6]. 
Cette douceur est due à la présence d'une saponine (l'osladine, au pouvoir sucrant 500 fois plus intense que celui du sucre) qui a été découverte dans le rhizome en 1971[7].
- Usage médicinal : depuis environ 2 000 ans, le rhizome prélevé à partir de septembre puis séché est utilisé contre la toux, l'enrouement (expectorant grâce à ses mucilages). Il est également employé comme vermifuge, cholagogue, laxatif[8]. Ces propriétés sont dues à la présence de phytoecdysteroides (en), défenses chimiques contre les herbivores[9]. Utilisé comme hypotenseur, on croyait que la quantité de sang que le malade perdait (gouttes) était en rapport avec le nombre de spores compris dans la partie de fronde utilisée[10].